# Wesla Whitfield
Wesla Whitfield (eigentlich Weslia Edwards, * 15. September 1947 in Santa Maria, Santa Barbara County; † 9. Februar 2018 in St. Helena (Kalifornien)) war eine US-amerikanische Jazz- und Cabaret-Sängerin, die vorwiegend in der San Francisco Bay Area aktiv war.

## Leben und Wirken
Whitfields frühe Vorbilder waren die Sänger Rosemary Clooney, Perry Como und Margaret Whiting, die sie im Radio hörte und sie bewogen, Sängerin zu werden. Nach dem Schulabschluss an der Santa Maria High School studierte sie am Pasadena City College und Musik an der San Francisco State University, das sie 1971 abschloss. Sie sang drei Jahre im Chor der San Francisco Opera. Seit 1977 war Whitfield von der Hüfte abwärts gelähmt und auf einen Rollstuhl angewiesen, nachdem sie bei einem Straßenüberfall in San Francisco durch einen Schuss in die Wirbelsäule verletzt worden war. 1981 lernte sie Mike Greensill kennen, der ihr musikalischer Partner und 1986 ihr dritter Ehemann wurde. Im Tagesberuf arbeitete sie in der Bank of America als Programmiererin; daneben trat sie in Nachtclubs und Cabarets wie im New Yorker Algonquin Room und 25 Jahre im Plush Room in San Francisco auf. Ferner hatte sie Auftritte in der Carnegie Hall, in der Davies Hall und 1996 im Weißen Haus vor Hillary Clinton. Ihr Repertoire bestand vorwiegend aus Liedern des Great American Songbook. Ab 1987 legte sie insgesamt 22 Alben unter eigenem Namen vor, an denen Musiker wie Michael Moore, Gary Foster, John Goldsby, Tim Horner, Warren Vaché und das Kronos Quartet mitwirkten. Nach der Diagnose einer Krebserkrankung 2017 beendete sie ihre Karriere.

## Diskographische Hinweise
- Nobody Else But Me (Landmark, 1988)
- Live in san Francicao (Landmark, 1991)
- My Shinig Hour (Highnote, 1997)
- The Best Thing for You Would Be Me: The Irving Berlin Songbook (Highnote, 2002)
- September Songs: The Music of Wilder, Weill and Warren (Highnote, 2003)